# Åsle
Åsle är kyrkbyn i Åsle socken i Falköpings kommun i Västra Götalands län. SCB avgränsade här en småort från 2005 till 2023.
I byn finns Åsle kyrka från 1100-talet. 
Här stod slaget vid Åsle 1389. En av Sveriges bäst bevarade backstugumiljöer, Åsle tå, ligger också på orten. 

## Åsle Tå
Till nästan varje by i Västergötland och även i andra landskap hörde tidigare en så kallad tå, varmed betecknades den närmast byn belägna delen av den gemensamma utmarken eller betesmarken, där boskapen på morgnarna släpptes ut till betet och där den sedan samlades för att mjölkas eller för att på kvällarna hämtas hem av sina respektive ägare.
I äldre västgötalagen möter vi denna företeelse under benämningen forta eller "förtå", och här stadgades, att om någon ville bygga en kvarn, fick detta ej ske till förfång för någon annan, och byns förtå fick därigenom ej skadas. Redan detta visar, att tåarna i allmänhet var belägna vid något vattendrag, vilket ju var av betydelse för kreaturens vattning.
Med tiden fick de obesuttna i byarna på tåarna uppföra sina backstugor och bryta upp små täppor vid dessa, och så småningom bildades på så sätt större eller mindre samlingar av backstugor vid sidan av de egentliga byarna och mer eller mindre tydligt avgränsade från dem. Det var hantverkare av olika slag, avskedade soldater, änkor etcetera, som här slog sig ned och sökte försörja sig genom sina händers verk, genom att göra dagsverken hos sina lyckligare lottade grannar bland de besuttna i byn o. s. v. Här fick de i allmänhet kämpa en bitter kamp mot armod och nöd, och här hade fattigvården sitt talrikaste klientel.
Nu är backstugornas tid förbi. Industrin har sugit de små stugornas folk in till städer och större samhällen, det stora landet i väster har lockat med sina större möjligheter till framgång i livet, och så har stuga efter stuga tömts och lämnats öde för att sedan ruttna ned eller rivas. Nu växer nässlorna höga på de gamla boplatserna, och ingen bryr sig längre om att odla de små täpporna, vilka i allmänhet åter införlivats med betesmarken.
Här och där finner vi dock ännu lämningar bevarade av denna gamla fattigbebyggelse. Den största av dessa torde vara Åsle Tå, belägen i Åsle kyrkby och socken omkring en mil öster om Falköping. Av det tjugotal stugor, som tidigare stått inom det område Tån nu omfattar, har genom ingripande av socknens hembygdsförening ej mindre än 10 stycken bevarats till våra dagar.
Genom anslag från Gustaf Adolfs-fonden 1939 och senare samt enskilda gåvor har föreningen satts i stånd att inköpa flertalet av dem samt utföra nödvändiga konserveringsarbeten och reparationer.
Flera av stugorna har också tagits i anspråk till ett hembygdsmuseum, och här kan den intresserade nu skaffa sig en god föreställning om de förhållanden, under vilka gångna tiders fattiga framlevde sitt liv.
Här kan hen studera ett stycke fattigbebyggelse i dess naturliga och ursprungliga miljö, och här har hen framför sig en provkarta av olika byggnadsprinciper och -detaljer, omfattande en tidrymd av c:a 200 år.
Stugor utmed Tågatan (referens till översiktskartan);
1.      Grens-Fines stuga
2.      Majes stuga
3.      Smålänningens stuga
4.      Hommans-Larsa stuga
5.      Hommans-Nisa stuga
6.      Friarekammaren
7.      Fjäll-Svenna stuga
8.      Fjäll-Svenna lagård
9.      Smedjan
10.  Svinastior
11.  Johannesa stuga
12.  Malmes stuga
13.  Friskoppa stuga
14.  Backmans stuga
15.  Kylens stuga
16.  Visthusbod
17.  Skiftesverkslagård
18.  Hägges kvarn
Övriga sevärdheter; 
A.     Store Sten
B.     Mjölkabod
C.     Åsle kyrka
D.     Restaurang & Café Åsle Tå
E.      Kolaforsen
F.      Informationsskjul
G.     Lantbruksmuseet

## Galleri

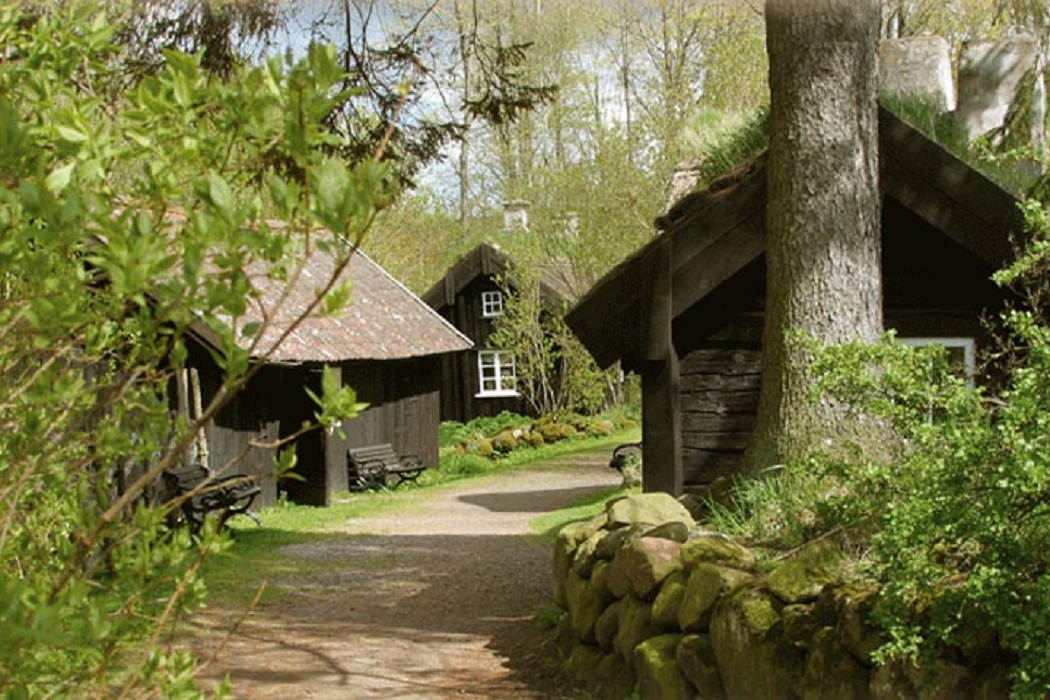
Början på Tågatan med Majes stuga till höger och informationsskjulet till vänster
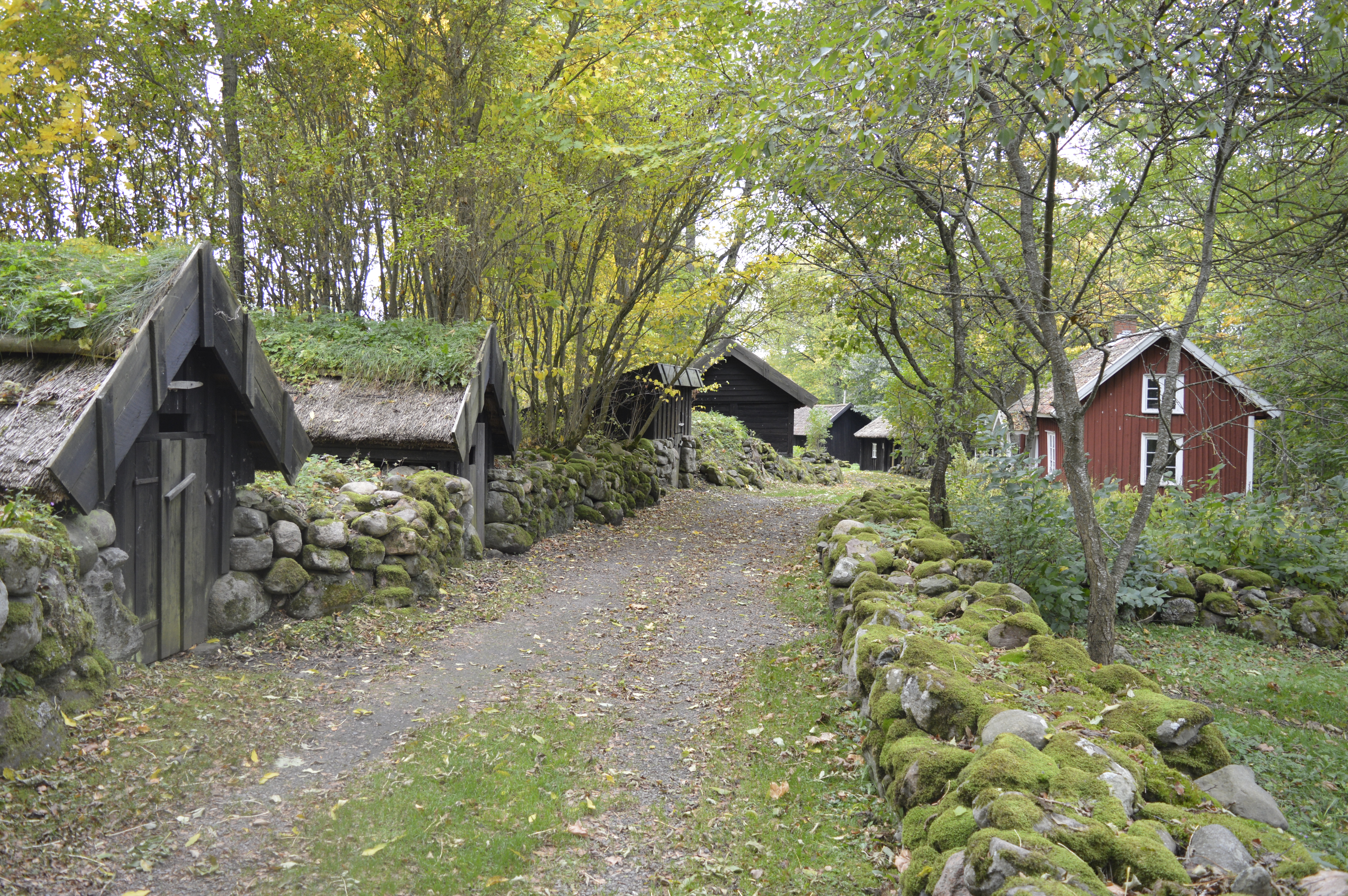
Del av Tågatan med stiorna till vänster och Fjäll-Svenna stuga till höger
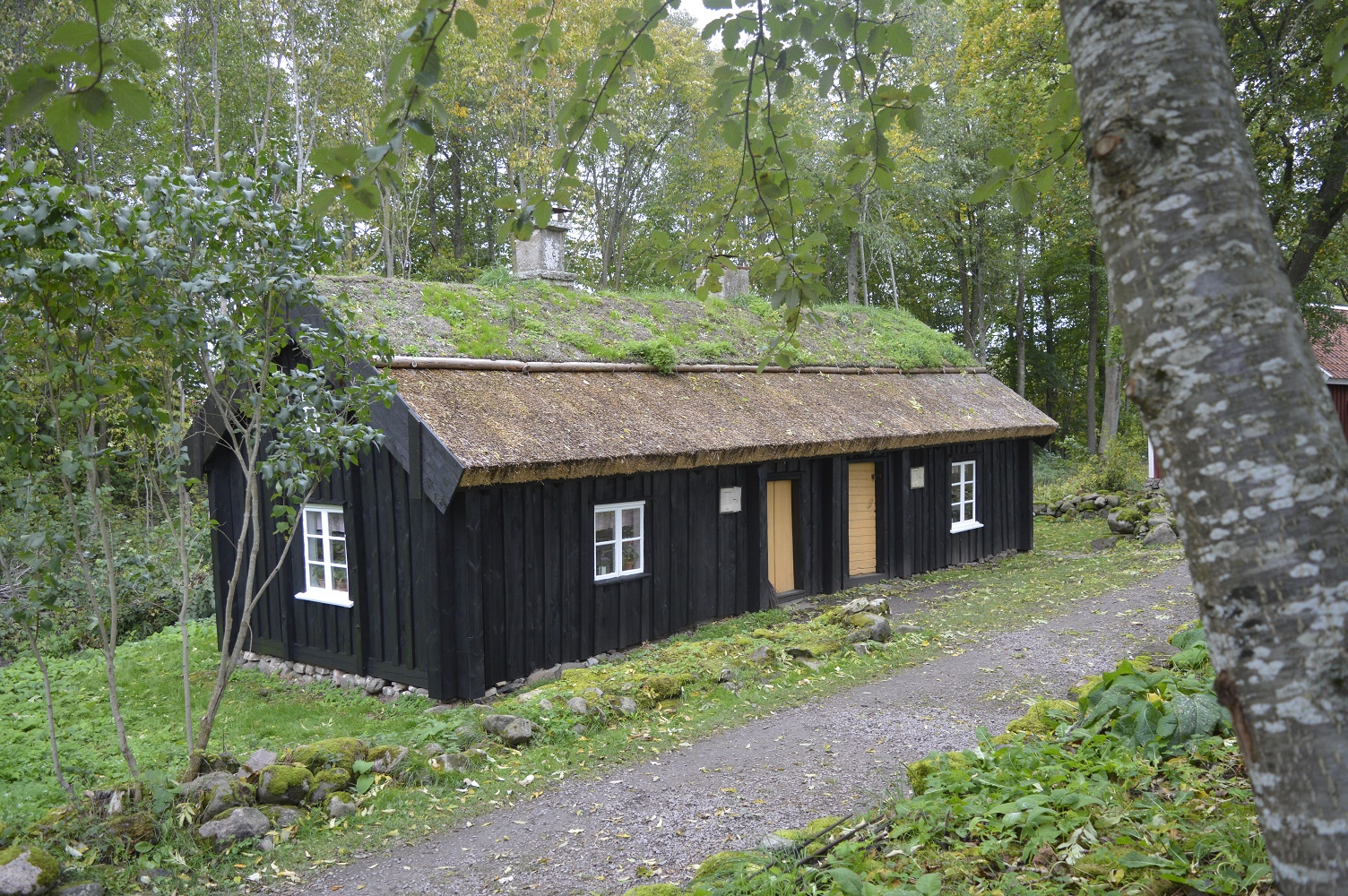
"Dubbelstugan" eller Hommans-Larsa och Hommans. Nisas stuga
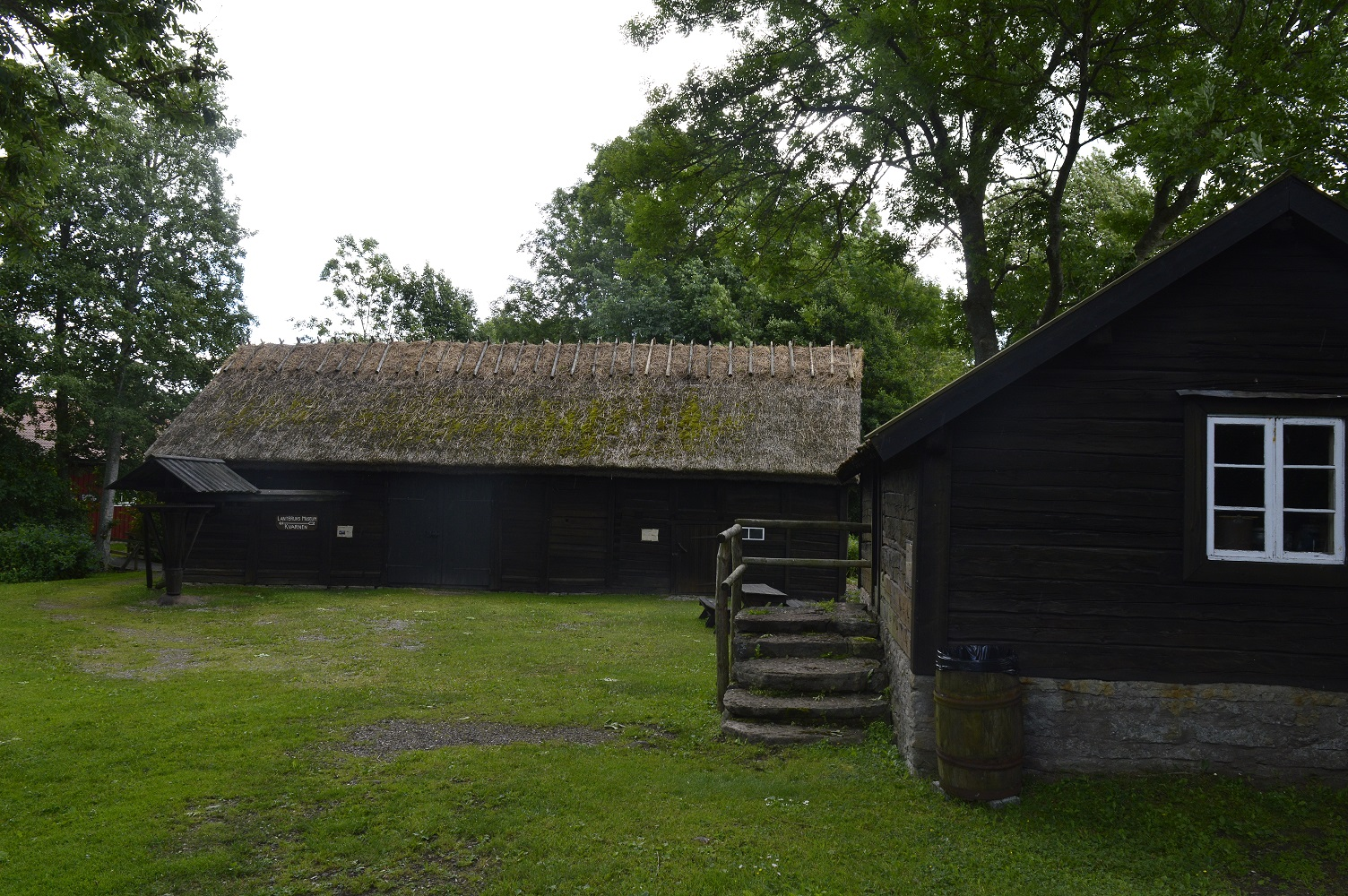
Skftesverkslagård med tröskvandring
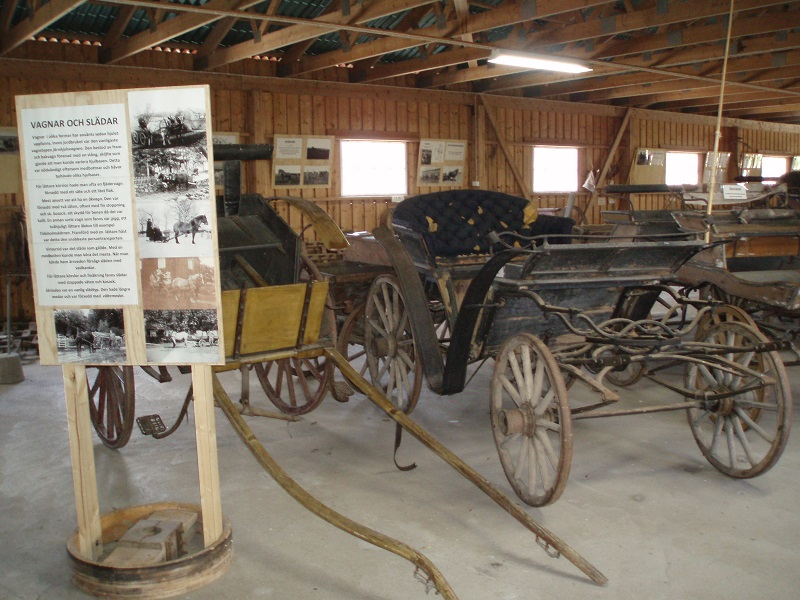
Interiör från Museet
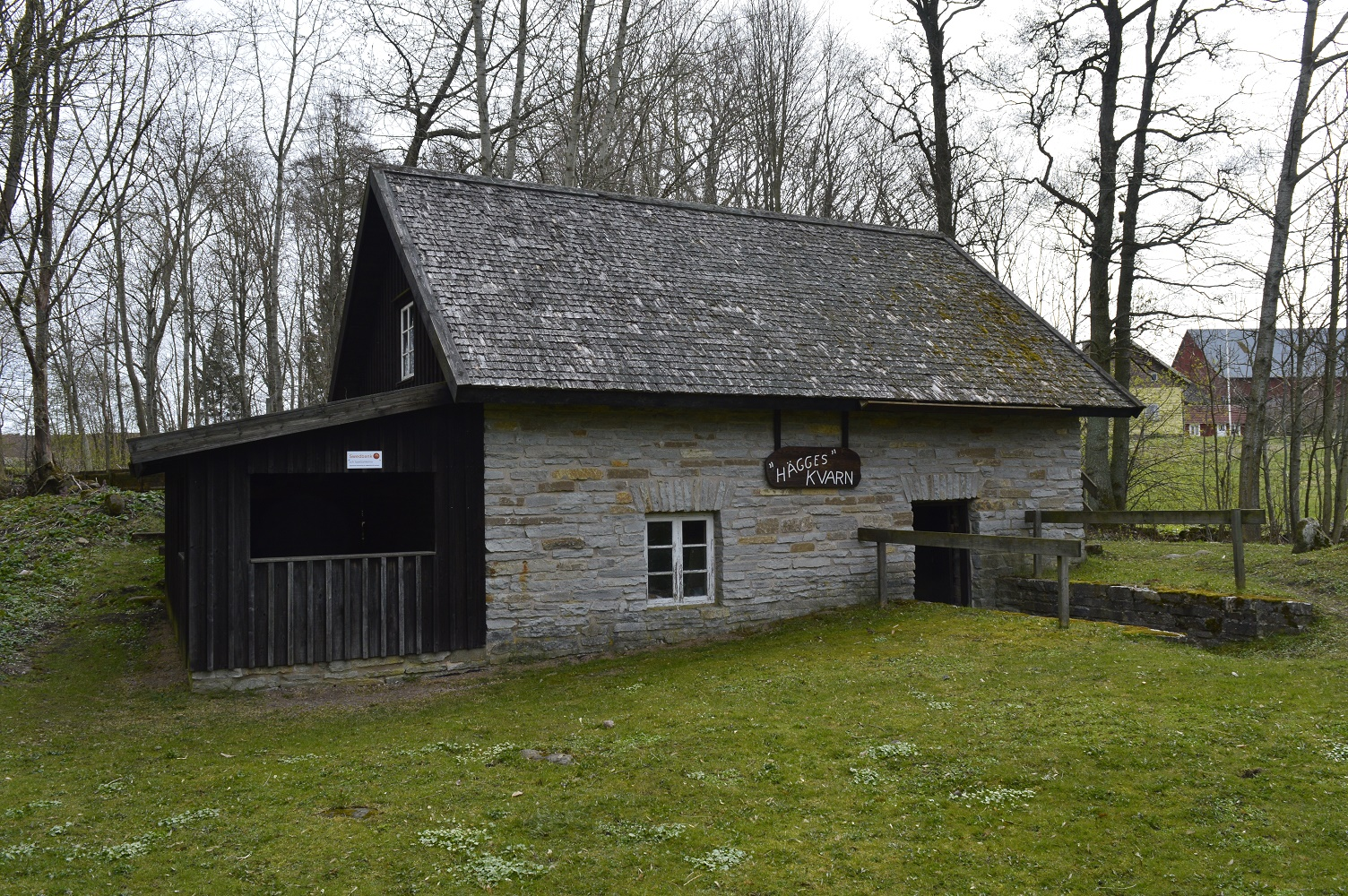
Hägges Kvarn med vattenhjulshuset till vänster
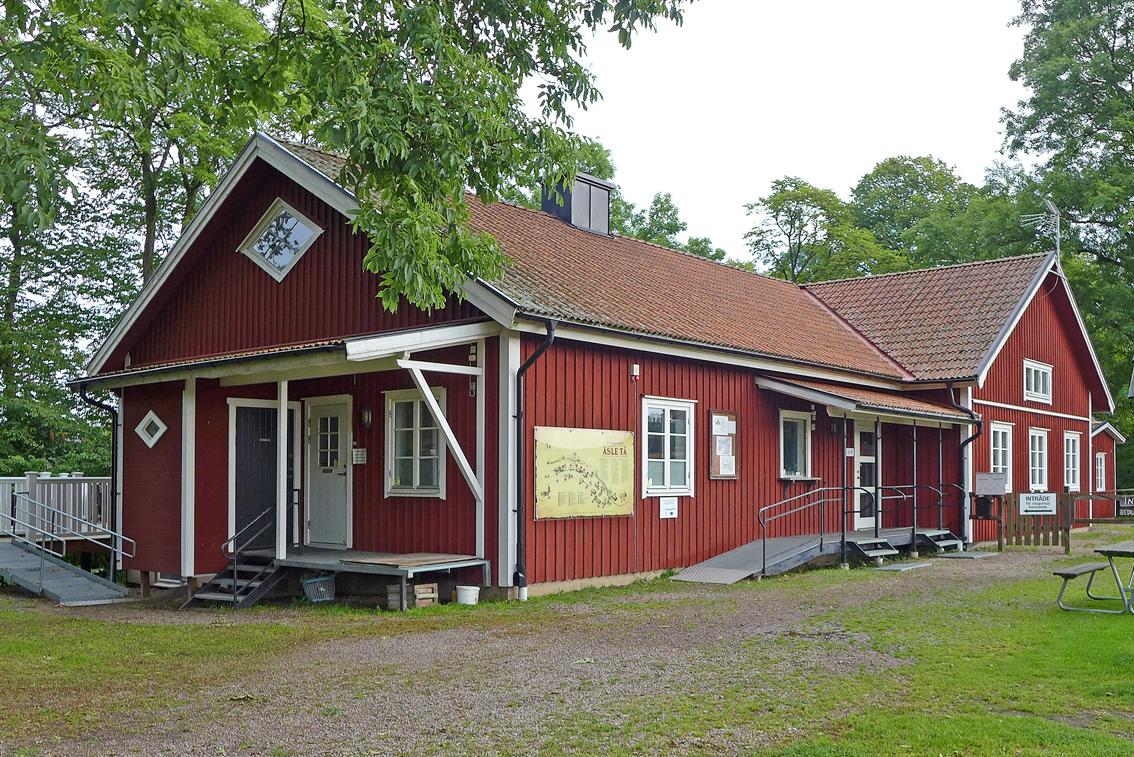
Restaurang & Cafe Åsle Tå
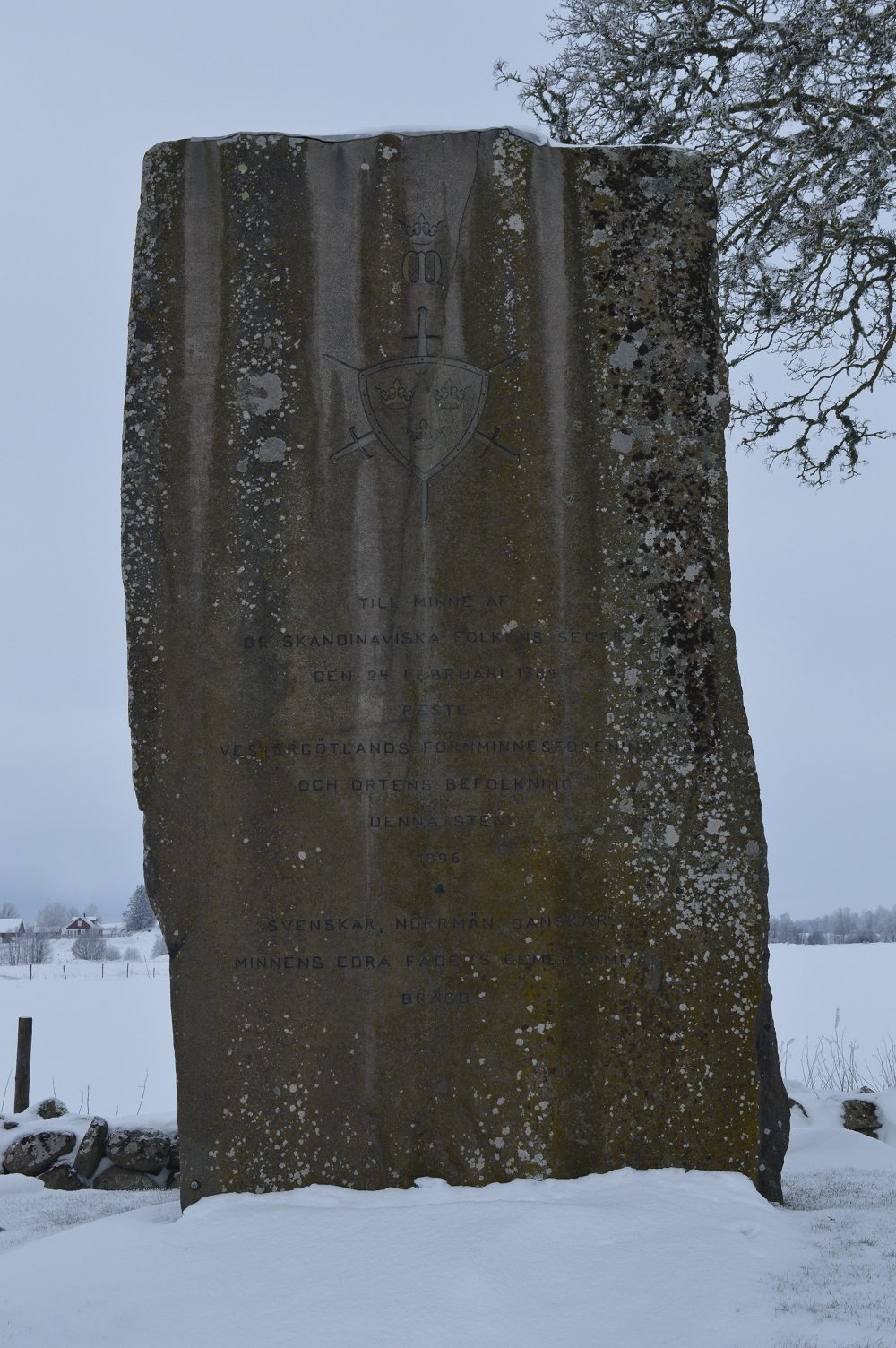
Sten rest 1896 till minnet av slaget vid Åsle 1389